# Svirid Koudelia
Svirid Kharitonovitch Koudelia (17 mars 1913 - au plus tôt 1985, en russe : Свирид Харитонович Куделя) est un aviateur soviétique. Il fut pilote de chasse et un As de la Seconde Guerre mondiale.

## Carrière
Peu de renseignements sur ce pilote, dont l'on sait qu'il était podpolkovnik (lieutenant-colonel) et, qu'en novembre 1943, il commandait le 31e régiment de chasse aérienne (31.IAP), à la tête duquel il devait terminer la guerre.

## Palmarès et décorations

### Tableau de chasse
Svirid Koudelia est crédité de 19 victoires homologuées, dont 11 individuelles et 8 en coopération, obtenues au cours de 400 missions de guerre.

### Décorations
- Cinq fois titulaire de l'Ordre du Drapeau rouge (06.03.1943, 02.02.1944, 22.02.1945, 22.02.1955, 26.10.1955);
- Ordre d'Alexandre Nevski (21.05.1944);
- Ordre de la Guerre patriotique  de 2e classe (06.04.1985)
- Ordre de l'Étoile rouge (15.11.1950);
- Médaille pour la Défense de Stalingrad (22.12.1942)
- Médaille pour la Défense de Moscou (24.04.1945)
- Médaille pour la victoire sur l'Allemagne dans la Grande Guerre patriotique de 1941-1945 (09.05.1945)
- Médaille pour la prise de Vienne (09.06.1945)
- Médaille "du mérite militaire" (06.11.1945)